# Урвич
Урвич (макед. Урвич, алб. Urviçi) — село в северо-западной части Македонии. Входит в состав общины Боговинье Положского региона.

## Общие сведения

Этнический состав населения общины Боговинье

Численность населения по данным на 2002 год — 756 человек (из них мужчин — 381, женщин — 375) — 2,61 % от населения общины Боговинье.
Население Урвича по этнической принадлежности:
- турки — 640 человек;
- албанцы — 113 человек;
- македонцы — 1 человек;
- представители других национальностей — 2 человека.

В качестве родного языка во время переписи 2002 года жители Урвича указали турецкий (640 человек), албанский (113 человек) и македонский (2 человека), другой язык (помимо турецкого, албанского, македонского, сербского, боснийского, аромунского и цыганского) указал 1 человек.
Урвич является одним из двух горанских сёл Македонии наряду с селом Еловяне.
Часть жителей села Урвич — представители исламизированной южнославянской этнической группы горанцев, вероятно, что в настоящее время они идентифицируют себя в основном как турок и во время переписи указали своей национальностью турецкую. Подавляющее большинство населения села Урвич — мусульмане (753 человека), 1 человек — православный, 1 человек — католик.

## Географическое положение
Село Урвич расположено на восточных склонах горного массива Шар-Планина в исторической области Полог. Высота села над уровнем моря — 940 метров. От центра общины — села Боговинье — находится в 3,1 километра. Ближе всего к селу Урвич размещены населённые пункты Еловяне, Новаке, Каменяне, Синичане, Раковец, Сельце Кеч и Ново-Село. Еловяне расположено в 1,2 км к северу, Новаке — в 2,1 км к северо-востоку, Каменяне и Синичане — в 2,8 км к востоку, Раковец — в 3 км к югу, Сельце Кеч — в 1,8 км к юго-западу и Ново-Село — в 2,6 км к западу от Урвича.

## История
По данным болгарского учёного Васила Кынчева, приведённым в исследовании «Македония. Етнография и статистика» 1900 года, в селе Урвич насчитывалось 360 жителей, по национальной (и языковой) принадлежности — болгары, по вероисповеданию — мусульмане (на рубеже XIX—XX веков славяноязычное население Македонии рассматривалось как часть болгарского народа).
А. М. Селищев в своей работе 1929 года «Полог и его болгарское население. Исторические, этнографические и диалектологические очерки северо-западной Македонии» отмечает, что село Урвич населено преимущественно болгарами, в селе насчитывается 145 домов при 780 жителях, в диалектном и этнографическом плане он включил село в область Нижний Полог (Дольный Полог).